# Пепетела
Пепетела, собственно Артур Пестана (порт.  Pepetela, Artur Carlos Maurício Pestana dos Santos, 29 октября 1941, Бенгела) — ангольский писатель португальского происхождения. Псевдоним — перевод на кимбунду его фамилии, означающей «ресницы».

## Биография
Из семьи португальцев, на протяжении нескольких поколений живших в стране и получивших достаточно прочное положение в обществе. В 14 лет переехал для учебы в Лубанго, более крупный город с сильной расовой сегрегацией. C 1958 учился в Высшем техническом институте в Лиссабоне, бросил его, перешел на филологический факультет Лиссабонского университета. Учёбу прервала начавшаяся колониальная война. Не желая служить в армии, Артур Пестана уехал в Париж, где начал изучать социологию, а затем, в 1963, в Алжир, где продолжил социологические занятия.
С 1963 года стал участником антиколониального движения, членом МПЛА, вел активную работу сначала в Алжире, затем — в Конго; командовал партизанским отрядом в Кабинде. Вместе с Энрики Абраншишем учредил в Алжире Центр ангольских исследований. Начал писать, но не думал публиковаться.
После завоевания Анголой независимости Пепетела был назначен заместителем министра образования (1975—1982) в правительстве Агостиньо Нето. Около полугода был связан с Комитетами Амилкара Кабрала, но отошёл от этой группы из-за её оппозиционности. В 1977 году при подавлении Мятежа «фракционеров» был включён в состав специального трибунала под председательством Энрике Каррейры.
Начал публиковать романы и пьесы, после 1982 практически целиком занялся литературой, хотя параллельно преподавал социологию в Ангольском университете. В 1990-е годы, в связи с ухудшением политической обстановки в Анголе, подолгу жил в Португалии и Бразилии. В 1997 ему была присуждена высшая награда португалоязычных литератур — премия Камоэнса. Активный член Союза писателей Анголы.
Живет в Луанде, преподает социологию в университете.

## Произведения

### Романы
- As Aventuras de Ngunga, 1972 // рус.пер. "Приключения Нгуги", 1977
- Muana Puó, 1978 (написан в 1969)
- Mayombe, 1980 (написан в 1970—1971)
- O Cão e os Caluandas, 1985 (исторический роман, написан в 1978—1982) // рус.пер. "Собака и жители Луанды", 1985
- Yaka, 1985 (исторический роман, написан в 1983, опубликован в Бразилии в 1984)
- Lueji, o Nascimento de um Império, 1990 (исторический роман)
- Поколение утопии/ A Geração da Utopia, 1992 (начало работы — 1972, входит в число ста лучших африканских книг XX века)
- O Desejo de Kianda, 1995
- Притча о старой черепахе/ Parábola do Cágado Velho, 1996 (начало работы — 1990)
- A Gloriosa Família, 1997 (исторический роман)
- A Montanha da Água Lilás, 2000 (книга для детей)
- Jaime Bunda, Agente Secreto, 2001 (сатирический детектив, пародия на Бондиану)
- Jaime Bunda e a Morte do Americano, 2003 (сатирический детектив)
- Predadores, 2005 (сатирический роман)
- O Terrorista de Berkeley, Califórnia, 2007
- Почти конец света/ O Quase Fim do Mundo, 2008 (фантастика)
- O Planalto e a Estepe, 2009
- A sul. O sombreiro, 2011

### Новеллы
- Luandando, 1990
- Contos de Morte, 2008
- Crónicas com Fundo de Guerra, 2011

### Пьесы
- Канат/ A Corda, 1978 (написана в 1976, рус. пер. Е.Ряузовой — 1983)
- A Revolta da Casa dos Ídolos, 1980 (историческая драма, написана в 1978)

## Публикации на русском языке
- Майомбе. Муана Пуо. Повести. Пер. с португ. А. Бережного. 235 с. Киев: Дніпро 1985 - на укр.яз.
- Канат: Пьеса в 1-м действии. Пер. с португ. Е. Ряузовой. 24 с. М: Искусство 1983
- Собака и жители Луанды. Повесть. Пер. с португ. Н. Малыхиной// Африка. Литературный альманах. Выпуск 10. М: Худ. лит. 1985, с. 29-140
- Приключения Нгуги. Повесть. Пер. с португ. Е. Ряузовой // Обелиск свободы. Восточный альманах. Выпуск 5. М: Худ. лит. 1977, с. 379—417

## Признание
Премия принца Клауса (1999). Орден Риу-Бранку (Бразилия, 2002). Романы Пепетелы переведены на многие языки мира, включая японский.